# نورمان وايت
نورمان وايت هو فنان كندي، ولد في 7 يناير 1938 في سان أنطونيو في الولايات المتحدة.